# ويليام أودونيل
ويليام أودونيل (بالإنجليزية: William O'Donnell)‏ هو سياسي أمريكي، ولد في 6 فبراير 1922، وتوفي في 4 سبتمبر 2002 بميلواكي في الولايات المتحدة.